# Podagrion coeruleoviride
Podagrion coeruleoviride är en stekelart som beskrevs av Embrik Strand 1911. Podagrion coeruleoviride ingår i släktet Podagrion och familjen gallglanssteklar. Inga underarter finns listade i Catalogue of Life.